# Italó
Italó es una localidad argentina situada en el sur de la provincia de Córdoba; pedanía del mismo nombre en el Departamento General Roca.
Está compuesta por 1122 habitantes (Indec, 2022). Se encuentra situada a aproximadamente 12 km de la Ruta Provincial 26 y sobre el Ramal Rufino-Monte Comán del Ferrocarril General San Martín, y a 470,5 km de la ciudad de Córdoba.
La principal actividad económica de la localidad es la agricultura, seguida por la ganadería, siendo el principal cultivo la soja, el maíz, trigo y maní. La industria está estrechamente relacionada con el campo. Italó hasta la década de 1980 tuvo una de las principales fábrica de lácteos con productos de exportación, por diversas situaciones hoy no cuenta con dicha industria.
A través de la Cooperativa de Electricidad, hoy Italó cuenta con gas natural domiciliario y estación de servicio GNC vehicular y el proyecto a corto plazo de Red de Agua potable. La Cooperativa provee de Internet a una porción de los habitantes, al resto provee el Centro Ganadero que da otros beneficios a sus clientes como un plan corporativo de telefonía celular.
En esta localidad, contaba con la señal de Frecuencia Modulada FM Cristal, esta señal se dejó de escuchar el 22 de marzo de 2016 y otra señal local transmite en 96.7 MHz del dial: "FM Del Sur", creada por un grupo de jóvenes de la localidad.
Otras tareas y eventos que se realizan en la localidad, Teatro Vocacional, algo que identifica a la localidad por los trabajos teatrales que se realizan y que es vox populi en la zona.
Con un centro médico, con 5 profesionales, más la presencia de profesionales que periódicamente llegan a la localidad, ecográfos, cardiólogos, oculistas, kinesiólogos etc. cubren las expectativas de medicina primaria.

## Club Atlético 25 de Mayo
Fue fundado el 3 de junio de 1922 por un grupo de jóvenes y su denominación fue alusiva a la Revolución de Mayo, cuyo 112.º aniversario se celebró pocos días antes de su creación y concordantemente con el sentimiento patrio se dispuso que los colores representativos de la entidad fueran celeste y blanco. No obstante ello, y en oportunidad que los miembros de la comisión directiva concurrieron a la sección tienda del único negocio de ramos generales que existía en el pueblo, sólo consiguieron tela azul y blanco para confeccionar las camisetas y el estandarte y desde entonces esos colores identifican al club.
Su primer presidente fue el señor Arturo Weis, quien cumplía las funciones de Juez de Paz en localidad de Italó.
El club fue la única entidad deportiva del pueblo y su disciplina rectora fue el fútbol participando activamente en la Liga Regional.
Actualmente disputa el clásico zonal con el Club Independiente de Ranqueles de la localidad de Huinca Renancó, aunque históricamente supo protagonizar recordados y vibrantes encuentros futbolísticos con el Club Atlético Pincén. La sede social se encuentra ubicada frente a la plaza y el predio deportivo situado en el acceso a la localidad tiene una superficie de dos hectáreas, dentro del cual se encuentra emplazado el estadio denominado "El Fortín" en alusión a la característica de bastión que le otorgaban sus simpatizantes y en referencia a un fuerte que existió en las proximidades del pueblo.
En la nómina de sus dirigentes, se destaca la figura de Félix Iribarne por su incondicional y permanente compromiso con la institución. En los últimos tiempos el aporte de Luis Balverdi permitió un notorio crecimiento en la institución que le permitió alcanzar varias finales en muy poco tiempo, lo que significó algo inédito para el club.
Si bien el equipo de Italó no obtuvo ningún título organizado por la Liga se contabiliza en su palmarés el realizado en 1929, el más antiguo del que se tiene conocimiento, aunque su realización fue meses antes de la fundación del ente regional al que referimos en este artículo.
Ha arribado a 7 finales, 5 de ellas en los últimos años:
· Torneo de 1932 donde fue superado por Confraternidad Plus Ultra de Huinca Renancó.
· Torneo 1968 donde fue derrotado por Club Atlético Talleres.
· Torneo Clausura 2014 cuando fue abatido por Recreativo Estrellas en un global de 1-2.
· Torneo Apertura 2015 donde cayó también ante Recreativo Estrellas en el tercer partido definitorio en definición por penales, luego de igualar 1-1. En los encuentros decisivos había sido derrotado 0-2 en Jovita y había ganado como local 2-0.
· Torneo Apertura 2016 en el que fue superado por el Fútbol Club Villa Huidobro en un global de 1-2.
· Torneo Clausura 2019 donde fue subcampeón de Cultural Del Campillo, que lo doblegó por un global de 5-3.
· Torneo Apertura 2023 nuevamente con el Recreativo Estrellas esta vez por un global de 4-1 a favor del Albo de Jovita.
Pero en el torneo Clausura de ese año todo cambió, siendo campeón en el tercer partido de desempate por la vía de los penales ante Independiente de Ranqueles en "El Gigante" del Deportivo Moto Kart por primera vez en su historia poniendo fin a la mala racha que lo atormentó por más de 100 años de historia.
A pesar de ese notorio estigma con las finales supo vencer por primera vez en Cuarta División (Campeonato Sub-20) en la Liga Regional en el Torneo Apertura 2017 cuando superó al Fútbol Club Villa Huidobro en la final y también resultó vencedor en el Torneo Clausura 2022 tras imponerse ante el Cultural del Campillo por 2-0.

## Educación
En educación, cuenta con un jardín de Infantes denominado "Médano Grande" por ser este el significado en lengua ranquel de Italó, Centro Educativo Dr. Benjamin Dupont (ex-Nacional 39) que en 2010 cumplió sus 100 años, el Instituto Secundario "Nicasia Zeballos de Baigorria"; escuelas de Danzas, Música, Inglés, y escuela de Gimnasia Municipal, que cuenta con tres campeonas provincial y una Nacional.

## Sociales
En deportes y recreación, Fútbol de infanto Juveniles, a mayores y Vóley a través del Club 25 de mayo. Escuelas de Ajedrez, bochas y otros componen un amplio lugar para el esparcimiento de niños, jóvenes y adultos.Cancha de Pelota Paleta (Trinquete)

### Fiesta Patronal
La fiesta patronal se celebra el día 26 de junio en honor al Sagrado Corazón de Jesús. El 3 de mayo de cada año se celebra el aniversario de fundación del pueblo. Este día 3 de mayo se realizaron los festejos del centenario, Italó recibió más de 2500 personas y se desarrolló un homenaje, con la presencia de autoridades provinciales, el gobernador Schiaretti hizo importantes anuncios y respaldo económico a entidades de la localidad. Un desfile, un almuerzo en un predio armado a las circunstancias, dieron el marco emotivo de viejos habitantes y ex-residentes que engalanaron esta importante fiesta de los 100 años de Italó.

## Zanja de Alsina
Hasta aquí llegaba la Zanja de Alsina.